# Zebina coronata
Zebina coronata är en snäckart som först beskrevs av Mohrenstern 1860.  Zebina coronata ingår i släktet Zebina och familjen Rissoidae. Inga underarter finns listade i Catalogue of Life.